# Кондратенко, Валерий Георгиевич
Валерий Георгиевич Кондратенко (4 сентября 1944, Таганрог — 21 марта 2021, Витебск) — советский и белорусский тренер по боксу. Заслуженный тренер СССР (1988). Почётный гражданин Витебска (1988).

## Биография
Родился 4 сентября 1944 года в Таганроге. После переезда в Витебск тренировался под руководством Абрама Яковлевича Брина. В 1969 году выполнил норматив мастера спорта СССР. В 1972 году окончил Белорусский государственный институт физической культуры.
С 1984 по 1989 год был старшим тренером национальной сборной Республики Беларусь по боксу. С 1985 года работает тренером в СДЮШОР Витебского областного совета «Динамо».
В 2010 году участвовал в заседании круглого стола «Проблемы и пути развития регионального бокса» в Витебске.
За свою тренерскую карьеру Кондратенко подготовил 1 заслуженного мастера спорта, 2 мастеров спорта международного класса, 16 мастеров спорта. Наиболее высоких результатов среди его воспитанников добились:
- Вячеслав Яновский — олимпийский чемпион 1988 года, двукратный призёр чемпионатов Европы (1985, 1987)
- Родион Пастух — чемпион мира по версии UBO[3]
- Юрий Прохоров — чемпион Вооружённых сил СССР
- Владимир Масюк — бронзовый призёр чемпионата СССР 1983 года.

Умер 21 марта 2021 года.

## Награды и звания
- Почётное звание «Заслуженный тренер Белорусской ССР» (1977).
- Почётное звание «Заслуженный тренер СССР» (1988).
- Почётный гражданин Витебска (1988)[4][5].
- Орден «Знак Почёта» (1988).
- Грамота управления спорта Витебского облисполкома (2013)[6].

## Память
- 19 сентября 2023 года в Витебске на базе СДЮШОР № 3 открыта мемориальная доска памяти заслуженного тренера СССР по боксу Валерия Кондратенко[7]. Установлена на здании зала бокса по адресу проспект Людникова, 12/1. Скульптор — член Союза художников Беларуси Александр Гвоздиков, отливал памятный знак в своей мастерской Игорь Шостак.